# SMPTE-Timecode
Der SMPTE-Timecode (SMPTE-Zeitcode) ist ein von der Society of Motion Picture and Television Engineers (SMPTE) eingeführter Timecode im Fernseh-, Hörfunk- und Studiobereich, der Geräte unterschiedlicher Hersteller und beliebiger Video- und Audiotechniken miteinander synchronisiert, die diesen Standard unterstützen. Er ist in den Dokumenten ST 12-1 und ST 12-2 der SMPTE festgelegt, welche zuletzt im Jahr 2014 aktualisiert wurden. Er wird benötigt, um zum Beispiel bei der Synchronisation Film, Musik- und Geräuschmix sowie die letztendliche Synchronaufnahme exakt zeitgleich ablaufen zu lassen bzw. überhaupt aufnehmen zu können.

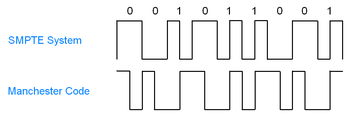
Diagramm des SMPTE-Timecode

Die Zeitangabe erfolgt im Format einer achtstelligen absoluten Zeitangabe, die zusätzlich in Frames unterteilt ist (hh:mm:ss:ff). Es gibt immer einen Master und diesem untergeordnete Slaves (Sklaven). Der Master gibt die SMPTE-Timecode-Position an. So steuert ein Gerät die Wiedergabe (und damit die Position auf einem Band bzw. in computergestützten Harddisk-Recording-Systemen), dem alle angeschlossenen Geräte folgen.
Heute wird der SMPTE-Timecode im Tonstudio oftmals durch den Computer als Master (in Sequenzern) gesteuert. Dieses geschieht meistens über spezielle Schnittstellen, aber es gibt inzwischen auch preisgünstige Komplettlösungen, die diesen Anschluss zusätzlich zu Audio- oder MIDI-Eingängen bieten. Das Signal wird beispielsweise mit einem Cinchkabel übertragen.
Mit diesem Standard ist es dem SMPTE 1967/69 gelungen, das Chaos verschiedener miteinander konkurrierender Timecodes zu bereinigen. Dieser Standard hat bis heute große praktische Bedeutung.